# الطاووس (مسلسل 1991)
الطاووس هو مسلسل تلفزيوني درامي كوميدي مصري عُرض أول مرة سنة 1991، من بطولة صلاح ذو الفقار، ومن إخراج عادل صادق، وتأليف محمد عمر الشاطبي، وإنتاج اتحاد الإذاعة والتلفزيون.

## ملخص القصة
في إطار كوميدي، يكتشف الأب حامد العدوي أن له ابنة من زوجة سابقة، ويحضرها للعيش مع أسرته وأبناءه، فتحدث مشاكل كثيرة، لكن بمرور الوقت ومحاولة استيعاب الفروق، تبدأ الابنة وباقى أفراد الاسرة في التآلف والعيش معًا في سعادة.

## طاقم التمثيل
- صلاح ذو الفقار في دور حامد العدوي
- ليلي طاهر في دور نازك
- سماح أنور في دور نبيلة حامد العدوي
- محمد ثروت في دور ممدوح حامد العدوي
- أنوشكا في دور ماجي حامد العدوي
- أحمد خليل في دور عبد الوارث
- فتحية طنطاوي في دور كوثر
- محمد عوض في دور عدلي
- منال سلامة في دور فاتن عبد الوارث
- عزة لبيب في دور ميرفت
- وفاء صادق في دور هالة
- عبده الوزير في دور محمود
- أسامة عباس في دور عصام
- نبيل نور الدين في دور حسين
- فاروق نجيب في دور جابر
- عثمان عبد المنعم في دور قاسم الحلواني
- خليل مرسي
- محمد أبو داوود [3]

## وصلات خارجية
- الطاووس على موقع قاعدة بيانات الأفلام العربية